# Vinialesaurus
Vinialesaurus es un género de plesiosaurios plesiosauroideos criptoclídidos del Jurásico Superior, de hace unos 150 millones de años. Poblaron el Caribe y recientemente se ha descubierto que también Sudamérica; los primeros restos fueron encontrados en Viñales (Cuba) y, años más tarde, se descubrió un segundo ejemplar en el Desierto de Atacama, más específicamente en Calama (Chile).

## Descubrimiento y denominación
Esta especie fue descrita mucho antes que el nombre como tal. Primeramente se le nombró Muraneosaurus lepsidii, posteriormente se comenzaron a hallar nuevos restos atribuidos a un reptil marino conocido como Cryptocleidus. Se le llamó Cryptocleidus cuervoii. Recientemente igualmente en la Sierra de Los Órganos, específicamente en Viñales, Pinar del Río, se encontró junto con otros reptiles que motivaron la investigación del Museo Nacional de Historia Natural de Cuba cuyo principal investigador fue Manuel Iturralde Vienet, paleontólogo y geólogo cubano ampliamente reconocido restos de otro Cryptocleidus, llamado Cryptoclidus carolii.

### Rasgos que lo definen en una especie
Al analizar los diversos saurios se mostró que los mismos presentan rasgos similares y que pertenecían a una misma especie. En honor al lugar donde se encontraron sus restos se nombró Vinialeusaurus carolii. Sus restos radican principalmente en extremidades, vértebras, costillas, un cráneo etc. y se exhiben en Pinar del Río mientras otros forman parte de la colección del Museo Nacional de Historia Natural de Cuba.

## Anatomía
Este reptil marino es un plesiosaurio, perteneciente a la familia de los criptocleidios. Posee patas transformadas en aletas que utilizaba para nadar en aguas cálidas. Su cuello era delgado y largo, terminado en una cabeza relativamente pequeña. Tenía dientes aserrados lo que lo convertía en un carnívoro. Su cuerpo era redondeado y su cola mediana. Aunque resulta difícil decir su largo o peso medía entre cuatro y diez metros y pesaría entre una y tres toneladas. 

## Hábitat
Este plesiosaurio vivió en un variado ecosistema muy amplio encontrado en el Proto- Caribe. Abundaban algas, primitivas esponjas, corales tal vez y diversos peces. Muchos de ellos placodermos muy abundantes en el jurásico oxfordiano en el que vivió. Se han encontrado diversos fósiles de dichos peces, que podían constituir su alimento. Estaba la concha Trigonia krombelli, cuyo género aún habita en Australia. Había diversos ammonites que llegaron a alcanzar grandes diámetros. Uno de ellos se exhibe en el Museo de Historia Natural de Gibara, en la cubana provincia de Holguín.

## Paleogeografía
En esa época existía una gran actividad volcánica, emergían y se sumergían diversas islillas. Los continentes de Laurasia (al Norte) y Gondwana (al Sur) crearon un canal en el cual se desarrolló el Proto Caribe. Es por ello, junto a la relación con un estrecho a Tetis y el mar antiguo de Europa la semejanza paleobiológica a la misma. Actualmente de ese terreno han quedado diversas rocas calcáreas.

## Paleobiología

### Flora y fauna insular
En ellas se conoce de varios helechos e igualmente podían desovar tortugas como el Caribemys oxfordiensis y permanecer por unos ratos los Nesodactylus y Cacibupteryx (dos especies de pterosaurios voladores cubanos).

### Reptiles marinos gigantes
Quizás los principales competidores del Vinialesaurus fueran otros reptiles marinos. Se han identificado dos tipos de cocodrilos marinos. El Cricosaurus, era rápido, voraz, con un largo hocico y una aleta al final de su cola. También se encontraban ictiosaurios, de los cuales igualmente se tienen restos. El Ophthalmosaurus, el único género identificado, tenía enormes ojos y un parecido asombroso a los delfines. Quizás los más enormes y peligrosos fueran los pliosaurios. El Peloneustes era un depredador de inmensas mandíbulas de casi un metro de largo. Era pesado, se asemejaba a los plesiosaurios por su cuerpo pero su cráneo muestra el potencial de sus mandíbulas soportadas por un corto cuello.
Acerca de los pliosaurios y nuevas especies existen contradicciones aunque se analizan constantemente muestras al igual que las de muchos otros de estos fascinantes animales. Todos estos restos se encuentran en Viñales y todavía siguen siendo extraídos.